# 多可町立中町中学校
多可町立中町中学校（たかちょうりつ なかちょうちゅうがっこう）は、兵庫県多可郡多可町にある町立中学校。
通称[中中]...（なかちゅう）

## 沿革
- 1947年 4月26日 - 開校。校舎は青年学校、第一小学校、第二小学校の教室で授業を始める。
- 1948年 8月 - 校舎完成。
- 1948年 9月 - 全校生徒、本校に通学。
- 1952年 3月 - 初代校旗寄贈(第5回卒業生寄贈)。
- 1955年 12月2日 - 校歌制定(作詞 - 松平芳樹氏、作曲 - 橋本喬雄氏)。
- 1961年 6月19日 - 南校舎 (本館) 第一期工事完成。
- 1962年 10月15日 - 南校舎 (本館)　第二期工事完成。翌年1963年には生徒数が818名となり、ピークを迎える。
- 1965年 5月12日 - 北校舎完成。
- 1966年 6月8日 - プール完成。
- 1971年 6月20日 - 体育館完成。
- 1977年 12月20日 - 北校舎西増築完成。
- 1988年 8月 - 北校舎大規模改修。
- 1989年 8月 - 本館、体育館大規模改修。
- 1995年 1月17日 - 阪神・淡路大震災発生。その後、神戸市から4名臨時編入。
- 1997年 4月27日 - 創立50周年記念式典挙行。
- 2001年 - 体育館南駐車場完成。
- 2002年 9月 - 北校舎耐震補強、大規模改修。
- 2003年 9月 - プール撤去、自転車置き場新設。
- 2005年 3月10日 - 体育館改築。
- 2005年 11月1日 - 旧中町、旧加美町、旧八千代町の3町合併により、多可町立中町中学校に改称。
- 2006年 12月 - 南校舎耐震補強、大規模改修、部室改築。

## 部活動
- サッカー部
- 野球部
- ソフトテニス部
- 陸上競技部
- ソフトボール部
- 剣道部
- 女子バレーボール部
- 吹奏楽部

## 校区
- 多可町立中町北小学校
- 多可町立中町南小学校

## 周辺の施設
- 旧JR鍛冶屋線鍛冶屋駅跡
- 多可町役場（旧中町役場）

## 周辺の道路
- 国道427号
- 兵庫県道86号中柏原線
- 兵庫県道295号八千代中線

## 校区が隣接している学校
- 多可町立八千代中学校
- 多可町立加美中学校
- 丹波市立山南中学校
- 西脇市立黒田庄中学校
- 西脇市立西脇中学校
- 西脇市立西脇南中学校